# Italiensk principal
Italiensk principal är en orgelstämma av typen principalstämmor som är 8´ eller 4´. Den tillhör kategorin labialstämmor. På grund av sin vidare mensur än principalen så har den en fylligare och mjukare klang. Den har troligen sitt ursprung i den venetianska principalen som på 1700-talet var vida.